# Liste der Baudenkmäler in Dorff
Die Liste der Baudenkmäler in Dorff enthält die denkmalgeschützten Bauwerke auf dem Gebiet von Stolberg (Rheinland)-Dorff in Nordrhein-Westfalen. Diese Baudenkmäler sind in der Denkmalliste der Stadt Stolberg (Rheinland) eingetragen; Grundlage für die Aufnahme ist das Denkmalschutzgesetz Nordrhein-Westfalen (DSchG NRW).

| Bild                                               | Bezeichnung                                        | Lage                                    | Beschreibung | Bauzeit | Eingetragen seit | Denkmal- nummer |
| -------------------------------------------------- | -------------------------------------------------- | --------------------------------------- | ------------ | ------- | ---------------- | --------------- |
| Bruchstein-Winkelhofanlage, Wohnhaus               | Bruchstein-Winkelhofanlage, Wohnhaus               | Dorff Am Dorfweiher 7 Karte             |              |         | 15.01.1987       | 442/6/01/7/483  |
| Wegekreuz                                          | Wegekreuz                                          | Dorff Am Hahnenkreuz (Wegekreuz) Karte  |              |         | 15.01.1987       | 450/6/02/-/494  |
| Bruchstein-Hofanlage, Wohnhaus                     | Bruchstein-Hofanlage, Wohnhaus                     | Dorff Am Hahnenkreuz 15 Karte           |              |         | 12.02.1985       | 239/6/02/15/344 |
| Bruchstein-Winkelhofanlage, Wohnhaus               | Bruchstein-Winkelhofanlage, Wohnhaus               | Dorff Am Hahnenkreuz 23 Karte           |              |         | 05.02.1987       | 451/6/02/23/495 |
| Wohnhaus                                           | Wohnhaus                                           | Dorff Am Hahnenkreuz 27 Karte           |              |         | 15.01.1987       | 452/6/02/27/496 |
| Wegekreuz Dorffer Feld                             | Wegekreuz Dorffer Feld                             | Dorff Dorffer Feld                      |              |         | 14.06.1991       | 616/6/-/-/855   |
| Wohnhaus                                           | Wohnhaus                                           | Dorff Gut Schwarzenburg 11 Karte        |              |         | 16.05.1988       | 520/6/04/11/571 |
| Hofanlage, Backhaus, Wohnhaus                      | Hofanlage, Backhaus, Wohnhaus                      | Dorff Krauthausener Str. 1 Karte        |              |         | 10.12.1984       | 188/6/03/1/341  |
| Wohnhaus                                           | Wohnhaus                                           | Dorff Krauthausener Str. 3 Karte        |              |         | 15.01.1987       | 447/6/03/3/491  |
| Bruchstein-Hofanlage, Wohnhaus                     | Bruchstein-Hofanlage, Wohnhaus                     | Dorff Krauthausener Str. 5 Karte        |              |         | 15.01.1987       | 448/6/03/5/492  |
| Bruchstein-Winkelhofanlage, Wohnhaus               | Bruchstein-Winkelhofanlage, Wohnhaus               | Dorff Krauthausener Str. 7 Karte        |              |         | 15.01.1987       | 449/6/03/7/493  |
| Wohnhaus                                           | Wohnhaus                                           | Dorff Marienstr. 3 Karte                |              |         | 15.01.1987       | 439/6/04/3/467  |
| Wohn-Wirtschaftsbau                                | Wohn-Wirtschaftsbau                                | Dorff Marienstr. 12 Karte               |              |         | 15.01.1987       | 445/6/04/12/489 |
| Bruchsteinscheune                                  | Bruchsteinscheune                                  | Dorff Marienstr. 14 (Scheune) Karte     |              |         | 15.01.1987       | 446/6/04/14/490 |
| weitere Bilder                                     | katholische Pfarrkirche „Maria Empfängnis“         | Dorff Pfarrer-Gau-Straße (Kirche) Karte |              |         | 24.09.1985       | 296/6/05/-/304  |
| Bruchstein-Winkelhofanlage, Wohnhaus               | Bruchstein-Winkelhofanlage, Wohnhaus               | Dorff Pfarrer-Gau-Straße 8 Karte        |              |         | 15.01.1987       | 440/6/05/8/468  |
| Wohn- und Geschäftsgebäude                         | Wohn- und Geschäftsgebäude                         | Dorff Pfarrer-Gau-Straße 8a Karte       |              |         | 21.09.1983       | 41/6/04/1/108   |
| Wohnhaus                                           | Wohnhaus                                           | Dorff Pfarrer-Gau-Straße 10 Karte       |              |         | 15.01.1987       | 443/6/05/10/485 |
| Bruchsteinhofanlage mit kleinem Innenhof, Wohnhaus | Bruchsteinhofanlage mit kleinem Innenhof, Wohnhaus | Dorff Pfarrer-Gau-Straße 11 Karte       |              |         | 16.05.1988       | 512/6/05/11/486 |
| Wohnhaus                                           | Wohnhaus                                           | Dorff Pfarrer-Gau-Straße 12 Karte       |              |         | 15.01.1987       | 441/6/05/12/469 |
| 4-flügelige Hofanlage, Wohnhaus                    | 4-flügelige Hofanlage, Wohnhaus                    | Dorff Pfarrer-Gau-Straße 13 Karte       |              |         | 15.11.1982       | 7/6/05/13/76    |
| vermutlich alte Zollstation, Herberge, Wohnhaus    | vermutlich alte Zollstation, Herberge, Wohnhaus    | Dorff Pfarrer-Gau-Straße 17 Karte       |              |         | 06.04.1983       | 22/6/05/17/105  |
| Winkelhofanlage, Wohnhaus                          | Winkelhofanlage, Wohnhaus                          | Dorff Pfarrer-Gau-Straße 19 Karte       |              |         | 19.09.1985       | 292/6/05/19/360 |
| Winkelhofanlage, Wohnhaus                          | Winkelhofanlage, Wohnhaus                          | Dorff Pfarrer-Gau-Straße 21 Karte       |              |         | 19.09.1985       | 293/6/05/21/361 |
| Teil einer Hofanlage, Wohnhaus                     | Teil einer Hofanlage, Wohnhaus                     | Dorff Pfarrer-Gau-Straße 24 Karte       |              |         | 20.01.1986       | 371/6/05/24/426 |
| Winkelhofanlage, Wohnhaus                          | Winkelhofanlage, Wohnhaus                          | Dorff Pfarrer-Gau-Straße 25 Karte       |              | 1827    | 15.01.1987       | 444/6/05/25/487 |
| 4-flügelige Hofanlage, Wohnhaus                    | 4-flügelige Hofanlage, Wohnhaus                    | Dorff Pfarrer-Gau-Straße 26 Karte       |              |         | 20.01.1986       | 372/6&05/26/425 |
| 4-flügelige Bruchstein-Hofanlage, Wohnhaus         | 4-flügelige Bruchstein-Hofanlage, Wohnhaus         | Dorff Pfarrer-Gau-Straße 28 Karte       |              |         | 23.08.1985       | 275/6/05/28/5   |
| Wohnhaus                                           | Wohnhaus                                           | Dorff Pfarrer-Gau-Straße 31 Karte       |              |         | 06.05.1987       | 454/6/05/31/484 |